# László Fejér
László Fejér (n. 13 februarie 1939, Sfântu Gheorghe – d. 17 decembrie 2018, Zalău) este un jurnalist din România.

## Biografie
Fejér este absolvent al Facultății de Filologie, Universitatea Babeș-Bolyai din Cluj (1961), licențiat în limba și literatura maghiară. Profesor de limba maghiară la Școala Generală din Tileagd, județul Bihor (1961-1965). Între 1965-1968 redactor la ziarul Ifjúmunkás. Din anul 1968 este corespondent la Előre (din anul 1990 Romániai Magyar Szó) pentru județul Sălaj. În 1990 membru fondator al ziarului Szilágysági Szó, redactor-șef al ziarului Szilágyság (1990-1993). În perioada 1970-1992 corespondent la Radio București și Radio Cluj, emisiunile în limba maghiară, a fost redactorul emisiunii de limba maghiară la Radio Transilvania (1996-2000). Fondator și redactor-șef al revistei culturale Hepehupa (din 2002). A fost membru fondator al cenaclului literar Zilahy Kiss Károly (1970-1974). A fost distins cu Premiul Pro Zilah (2002). Membru al Uniunii Muzeului Ardelean, al Societății Ziariștilor din România, al Asociației Culturale "Szilágy Társaság", președintele Fundației "Kincs Gyula" din Zalău. László Fejér ש fost membru în Curatoriul Fundației "Szilágyság" din Zalău și a colaborat la: Pulzus, Limes, Erdélyi Gazda, Repere Transilvane.
Pseudonime: Zilahi László, Háger József, Gergely András László.

## Opera
Volume colective: Ide besüt a nap (București, Editura Előre, 1975), Szilágysági Magyarok (București, Editura Kriterion, 1999).